# جيوفاني كانتوني
جيوفاني كانتوني (بالإيطالية: Giovanni Cantoni)‏ (و. 1818 – 1897 م) هو فيزيائي، وسياسي من مملكة إيطاليا . ولد في ميلانو .
توفي في ميلانو ، عن عمر يناهز 79 عاماً.

## روابط خارجية

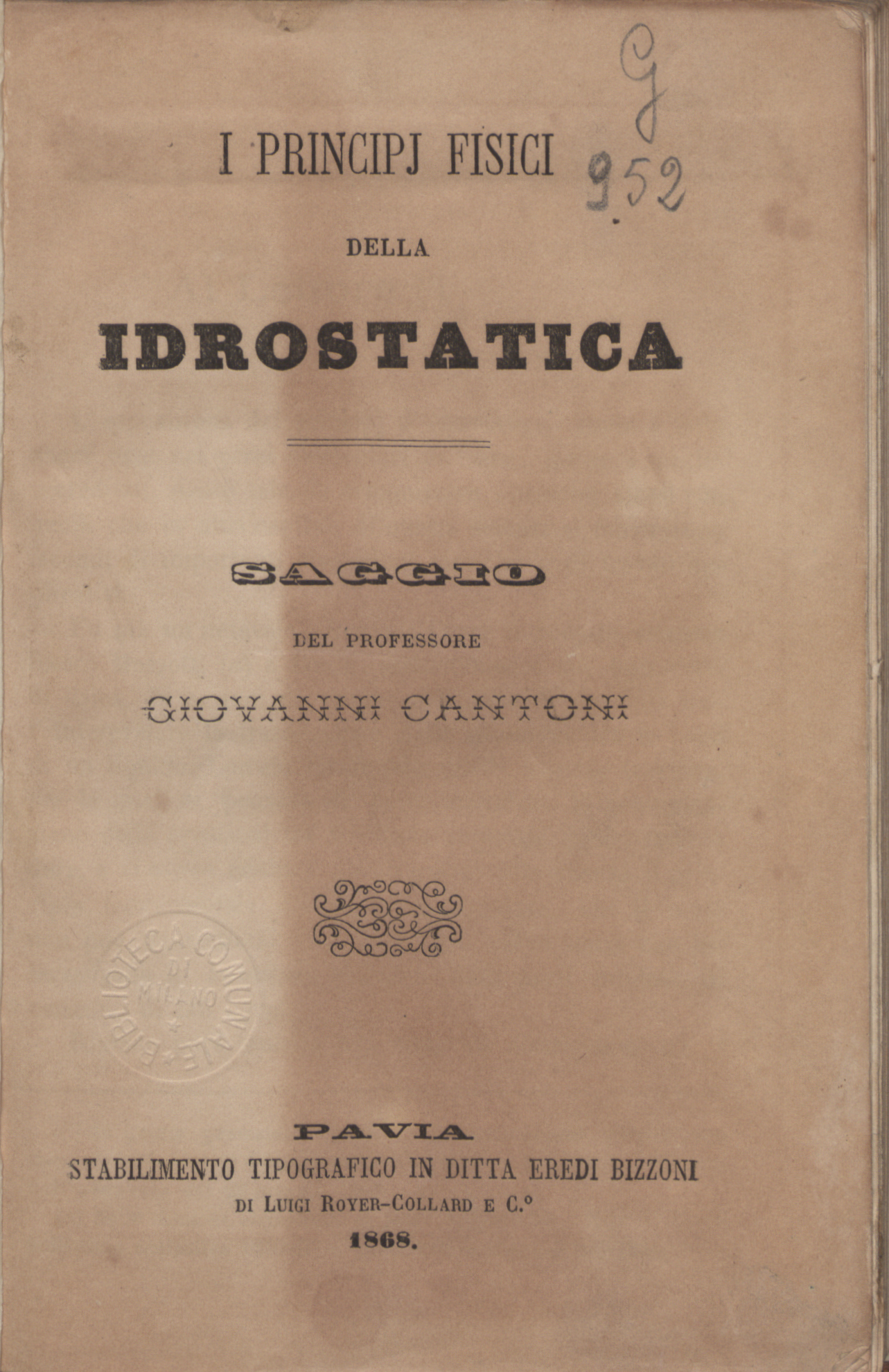
المبادئ الفيزيائية للهيدروستاتيكا 1868
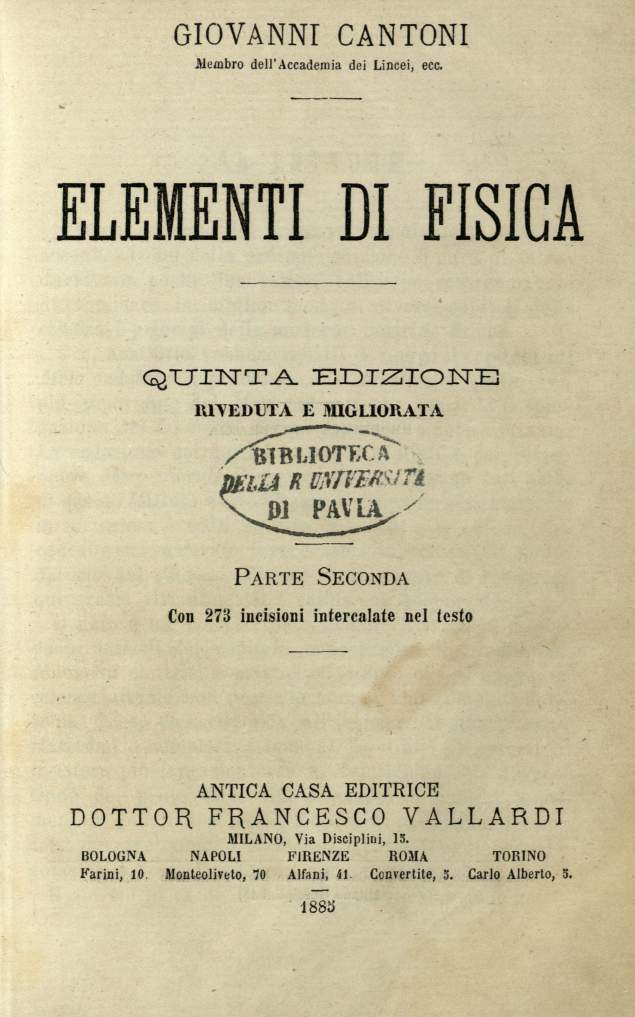
عناصر الفيزياء 1885